# Романеску Ілона Сергіївна
Романеску Ілона Сергіївна (нар. 18 квітня 1993) — українська спортсменка, академічна веслувальниця, майстер спорту міжнародного класу, срібна і бронзова призерка чемпіонату Європи серед юнаків, бронзова призерка літньої Універсіади у Казані (2013).
Освіта — закінчила факультет фізичної культури та спорту Миколаївського національного університету імені В. О. Сухомлинського, здобула кваліфікацію магістра педагогічної освіти, викладача фізичної культури.

## Спортивна кар'єра
2010 року дебютувала на чемпіонаті світу серед юніорів, де зайняла шосте місце в четвірці розпашній без рульового.
На чемпіонаті Європи серед юніорів, який проходив у польському місті Крушвиця, українська спортсменка завоювала срібну нагороду у дисципліні двійка розпашна без рульового, а також виборола бронзову нагороду у дисципліні вісімка з рульовим.
На чемпіонаті світу серед юніорів 2011 зайняла одинадцяте місце в четвірці розпашній без рульового.
На молодіжному чемпіонаті світу 2012 U-23 зайняла восьме місце, а на молодіжному чемпіонаті світу 2014 U-23 — шосте в четвірці розпашній без рульового.
На літній Універсіаді, яка проходила з 6-о по 17-е липня у Казані, Ілона представляла Україну в академічному веслуванні у дисципліні четвірка без рульового. та завоювала бронзову нагороду разом із Євгенією Німченко, Катериною Шеремет та Дариною Верхогляд.
У попередніх запливах дівчата відразу кваліфікувались до фіналу з другим результатом (7:05.69). У фіналі посіли третю сходинку (7:09.66), пропустивши вперед росіянок (6:59.92) та спортсменок з Південної Африки (7:07.44).
На чемпіонаті Європи 2016 вибула з боротьби за нагороди в складі вісімки з рульовим після втішного заїзду.

## Державні нагороди
- Медаль «За працю і звитягу» (25 липня 2013) — за досягнення високих спортивних результатів на XXVII Всесвітній літній Універсіаді в Казані, виявлені самовідданість та волю до перемоги, піднесення міжнародного авторитету України[5]